# Atletica leggera ai Giochi della VII Olimpiade - 200 metri piani
La competizione dei 200 metri piani di atletica leggera ai Giochi della VII Olimpiade si tenne i giorni 19 e 20 agosto 1920 allo Stadio Olimpico di Anversa.

## L'eccellenza mondiale
| Primatista mondiale | 21”2y 1914 | William Applegarth                       | Professionista             |
| Primatisti stag.li  | 21"9       | Roy Halburton Nils Engdahl Wilhelm Bukes | Assente Solo 400m Presente |

1. ↑  Fino al 15 agosto.

Gli americani qualificatisi ai Trials (220 yarde in rettilineo) sono nell'ordine: Charles Paddock (21"4), Morris Kirksey (21"6e), Loren Murchison (21"6e) e George Massengale (22"0e).

## La gara
Alla vigilia uno degli statunitensi, Massengale, è colto da un violento attacco reumatico che lo costringe al ritiro. Scende in pista al suo posto la prima delle riserve, Allen Woodring, quinto ai Trials.
Nessuno scende sotto i 22" nei primi due turni eliminatori.
Gli statunitensi primeggiano nelle semifinali: Murchison vince la prima in 22"4 su Edwards; Woodring prevale su Paddock nella seconda.
In finale Allen Woodring (corsia 3) ha alla sua destra Paddock (4), poi Edwards (5) e quindi Murchison (6).
Ci si aspetta che Paddock realizzi una doppietta dopo il successo sui 100 metri. È infatti l'americano che si presenta per primo sulla retta finale, ma non riesce a contenere il ritorno del connazionale Woodring che lo sopravanza negli ultimi 20 metri e taglia il traguardo poco prima che Paddock spicchi il suo celebre balzo finale.

## Risultati

### Turni eliminatori
| 12 Batterie        | 19 agosto | 48 partenti    | Si qualificano i primi 2. |
| 5 Quarti di finale | 19 agosto | 24 concorrenti | Si qualificano i primi 2. |
| 2 Semifinali       | 20 agosto | 5 + 5          | Si qualificano i primi 3. |
| Finale             | 20 agosto | 6 concorrenti  |                           |

### Batterie
- (Tra parententesi tempi stimati)

| Pos. | Atleta           | Nazione  | Tempo  |
| ---- | ---------------- | -------- | ------ |
| 1    | René Tirard      | Francia  | 23"2   |
| 2    | Agne Holmström   | Svezia   | (23"3) |
| 3    | Diego Ordóñez    | Spagna   | (23"7) |
| 4    | Shinichi Yamaoka | Giappone | (23"9) |
| 5    | Bjarne Guldager  | Norvegia | n/d    |

| Pos. | Atleta            | Nazione       | Tempo  |
| ---- | ----------------- | ------------- | ------ |
| 1    | George Davidson   | Nuova Zelanda | 22"6   |
| 2    | Alex Ponton       | Canada        | (22"9) |
| 3    | Félix Mendizábal  | Spagna        | (23"2) |
| 4    | Harry van Rappard | Paesi Bassi   | (23"7) |
| 5    | Federico Reparaz  | Spagna        | n/d    |

| Pos. | Atleta        | Nazione        | Tempo  |
| ---- | ------------- | -------------- | ------ |
| 1    | Vojtěch Plzák | Cecoslovacchia | 23"4   |
| 2    | William Hill  | Gran Bretagna  | (23"8) |
| 3    | Marcel Gustin | Belgio         | (24"3) |

| Pos. | Atleta           | Nazione     | Tempo  |
| ---- | ---------------- | ----------- | ------ |
| 1    | Paul Brochart    | Belgio      | 23"2   |
| 2    | William Hunt     | Australia   | (23"5) |
| 3    | Giovanni Orlandi | Italia      | (23"8) |
| 4    | Paul Hammer      | Lussemburgo | (24"1) |

| Pos. | Atleta          | Nazione       | Tempo  |
| ---- | --------------- | ------------- | ------ |
| 1    | René Caste      | Francia       | 23"0   |
| 2    | Harold Abrahams | Gran Bretagna | (23"3) |
| 3    | Willie Bukes    | Sudafrica     | (23"4) |
| 4    | Rolf Stenersen  | Norvegia      | (24"7) |

| Pos. | Atleta          | Nazione       | Tempo  |
| ---- | --------------- | ------------- | ------ |
| 1    | Charles Paddock | Stati Uniti   | 23"2   |
| 2    | August Sørensen | Danimarca     | (23"8) |
| 3    | Victor d'Arcy   | Gran Bretagna | (23"9) |
| 4    | Ahmed Khairy    | Egitto        | n/d    |

| Pos. | Atleta               | Nazione | Tempo  |
| ---- | -------------------- | ------- | ------ |
| 1    | Sven Krokström       | Svezia  | 23"8   |
| 2    | Max Houben           | Belgio  | (24"2) |
| 3    | Dimitrios Karambatis | Grecia  | (24"2) |

| Pos. | Atleta          | Nazione     | Tempo  |
| ---- | --------------- | ----------- | ------ |
| 1    | Loren Murchison | Stati Uniti | 23"2   |
| 2    | Nils Sandström  | Svezia      | (23"6) |
| 3    | Carlos Pajarón  | Spagna      | (24"2) |
| 4    | August Waibel   | Svizzera    | n/d    |

| Pos. | Atleta         | Nazione     | Tempo  |
| ---- | -------------- | ----------- | ------ |
| 1    | Allen Woodring | Stati Uniti | 22"8   |
| 2    | Cor Wezepoel   | Paesi Bassi | (23"6) |
| 3    | Frank Irvine   | Sudafrica   | (23"3) |
| 4    | Ichiro Kaga    | Giappone    | n/d    |
| 5    | Edmond Médécim | Monaco      | n/d    |

| Pos. | Atleta            | Nazione       | Tempo  |
| ---- | ----------------- | ------------- | ------ |
| 1    | Harry Edward      | Gran Bretagna | 22"8   |
| 2    | Jack Oosterlaak   | Sudafrica     | (23"2) |
| 3    | Sven Malm         | Svezia        | (23"3) |
| 4    | Mario Riccoboni   | Italia        | n/d    |
| 5    | Reinhold Saulmann | Estonia       | n/d    |

| Pos. | Atleta            | Nazione     | Tempo  |
| ---- | ----------------- | ----------- | ------ |
| 1    | René Lorain       | Francia     | 25"0   |
| 2    | Albert Heijnneman | Paesi Bassi | (25"4) |
| 3    | Cyril Coaffee     | Canada      | n/d    |

| Pos. | Atleta           | Nazione     | Tempo  |
| ---- | ---------------- | ----------- | ------ |
| 1    | Morris Kirksey   | Stati Uniti | 23"4   |
| 2    | Josef Imbach     | Svizzera    | (23"5) |
| 3    | Jean-René Seurin | Francia     | (23"6) |

### Quarti di finale
| Pos. | Atleta          | Nazione     | Tempo  |
| ---- | --------------- | ----------- | ------ |
| 1    | Loren Murchison | Stati Uniti | 22"8   |
| 2    | Josef Imbach    | Svizzera    | (23"0) |
| 3    | René Tirard     | Francia     | n/d    |
| 4    | August Sørensen | Danimarca   | n/d    |

| Pos. | Atleta         | Nazione       | Tempo  |
| ---- | -------------- | ------------- | ------ |
| 1    | Harry Edward   | Gran Bretagna | 22"0   |
| 2    | Allen Woodring | Stati Uniti   | (22"0) |
| 3    | René Caste     | Francia       | (22"2) |
| 4    | William Hunt   | Australia     | (22"4) |
| 5    | Agne Holmström | Svezia        | (22"5) |

| Pos. | Atleta          | Nazione       | Tempo  |
| ---- | --------------- | ------------- | ------ |
| 1    | George Davidson | Nuova Zelanda | 22"8   |
| 2    | Charles Paddock | Stati Uniti   | (22"9) |
| 3    | René Lorain     | Francia       | (23"0) |
| 4    | Nils Sandström  | Svezia        | (23"3) |
| 5    | Max Houben      | Belgio        | n/d    |

| Pos. | Atleta          | Nazione        | Tempo  |
| ---- | --------------- | -------------- | ------ |
| 1    | Morris Kirksey  | Stati Uniti    | 22"6   |
| 2    | Alex Ponton     | Canada         | (22"7) |
| 3    | Harold Abrahams | Gran Bretagna  | (23"0) |
| 4    | Vojtěch Plzák   | Cecoslovacchia | (23"1) |
| 5    | Cor Wezepoel    | Paesi Bassi    | (23"3) |

| Pos. | Atleta            | Nazione       | Tempo  |
| ---- | ----------------- | ------------- | ------ |
| 1    | Jack Oosterlaak   | Sudafrica     | 23"0   |
| 2    | Paul Brochart     | Belgio        | (23"1) |
| 3    | William Hill      | Gran Bretagna | (23"3) |
| 4    | Sven Krokström    | Svezia        | (23"6) |
| 5    | Albert Heijnneman | Paesi Bassi   | n/d    |

### Semifinali
| Pos. | Atleta          | Nazione       | Tempo  |
| ---- | --------------- | ------------- | ------ |
| 1    | Loren Murchison | Stati Uniti   | 23"0   |
| 2    | Harry Edward    | Gran Bretagna | (23"1) |
| 3    | George Davidson | Nuova Zelanda | (23"3) |
| 4    | Morris Kirksey  | Stati Uniti   | (23"6) |
| _    | Paul Brochart   | Belgio        | NP     |

| Pos. | Atleta          | Nazione     | Tempo  |
| ---- | --------------- | ----------- | ------ |
| 1    | Allen Woodring  | Stati Uniti | 22"4   |
| 2    | Charles Paddock | Stati Uniti | (22"5) |
| 3    | Jack Oosterlaak | Sudafrica   | (22"7) |
| 4    | Alex Ponton     | Canada      | n/d    |
| -    | Josef Imbach    | Svizzera    | Rit.   |

### Finale
È ufficializzato solo il tempo del primo classificato.
| Pos.    | Atleta          | Età | Nazione       | Tempo ufficiale | Tempo ufficioso |
| ------- | --------------- | --- | ------------- | --------------- | --------------- |
| Oro     | Allen Woodring  | 22  | Stati Uniti   | 22"0            |                 |
| Argento | Charles Paddock | 20  | Stati Uniti   |                 | 22"0            |
| Bronzo  | Harry Edward    | 22  | Gran Bretagna |                 | 22"1            |
| 4       | Loren Murchison | 22  | Stati Uniti   |                 | 22"2            |
| 5       | George Davidson | 22  | Nuova Zelanda | n/d             | n/d             |
| 6       | Jack Oosterlaak | 24  | Sudafrica     | n/d             | n/d             |